# Viracochiella columbreti
Viracochiella columbreti är en kvalsterart som först beskrevs av Mínguez och Subías 1986.  Viracochiella columbreti ingår i släktet Viracochiella och familjen Ceratozetidae. Inga underarter finns listade i Catalogue of Life.